# Ludon
Ludon de Medòc (en francès Ludon-Médoc) és un municipi francès situat al departament de la Gironda i a la regió de la Nova Aquitània.

## Demografia
| 1962                                       | 1968  | 1975  | 1982  | 1990  | 1999  | 2007  |
| ------------------------------------------ | ----- | ----- | ----- | ----- | ----- | ----- |
| 1.256                                      | 1.504 | 1.656 | 2.297 | 2.837 | 3.327 | 3.888 |
| Des de 1962: població sense dobles comptes |       |       |       |       |       |       |

## Administració
| Període   | Identitat     | Partit |
| --------- | ------------- | ------ |
| 1942-1944 | Pierre Paule  |        |
| 1944-1974 | André Hertig  |        |
| 1974-1977 | René Cricq    |        |
| 1977-     | Joseph Forter | PS     |